# Gorilla-Gebäude

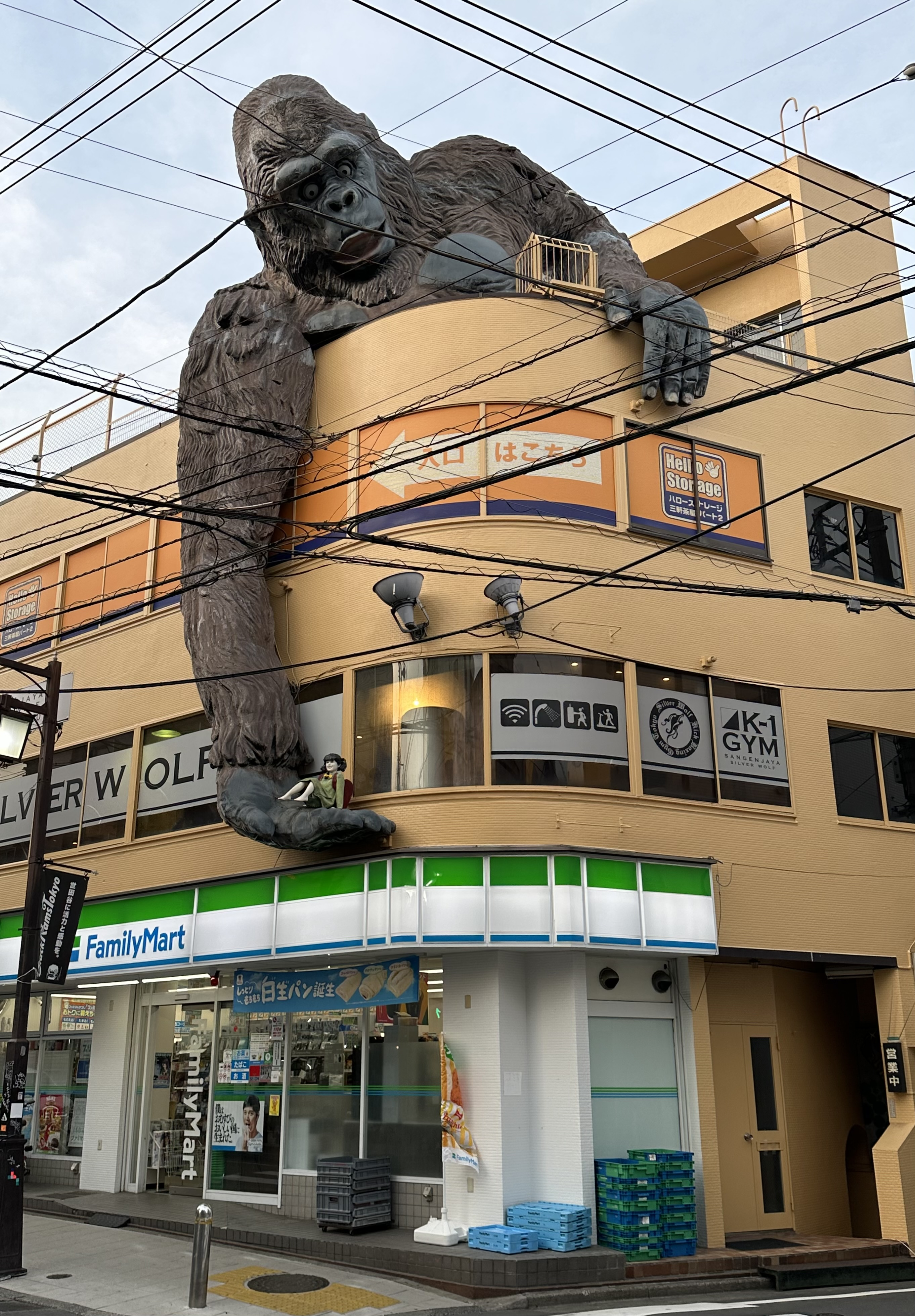
Gorilla-Gebäude, 2025

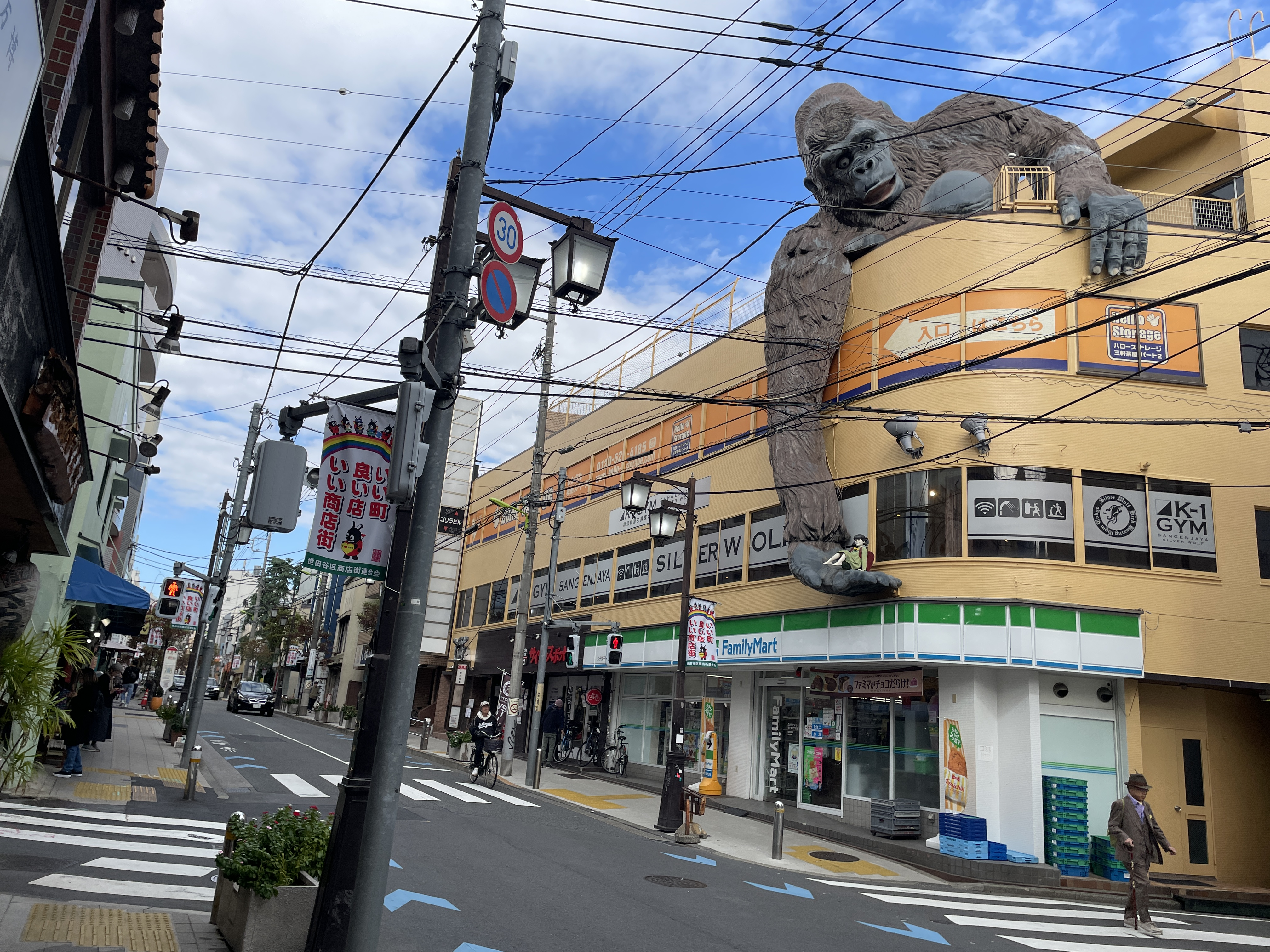
Blick entlang der Straßenfront nach Norden, 2024

Das Gorilla-Gebäude (japanisch ゴリラビル gorira biru) ist ein Geschäftshaus in Tokio in Japan. Bekannt ist es, da eine überlebensgroße Figur eines Gorillas die straßenseitige Fassade dominiert.

## Lage
Das Haus befindet sich im zum Tokioter Bezirk Setagaya gehörenden Stadtteil Taishidō, auf der Ostseite der Straße Chazawa-dōri, als deren Wahrzeichen es gilt. Umgangssprachlich wird es häufig mit zum benachbarten Stadtteil Sangenjaya gezählt. Die Adressierung lautet 3−15−2 Taishidō, Setagaya-ku, Tōkyō-to. Es befindet sich in einer Ecklage zu einer südlich kreuzenden Straße.

## Geschichte und Gestaltung
Auf dem Flachdach des im März 1979 fertiggestellten, dreigeschossigen Gebäudes sitzt, zum Teil verdeckt durch die Attika, ein an King Kong erinnernder Gorilla. Mit seinem rechten Arm reicht er hinunter bis auf die Höhe des zweiten Geschosses. In dieser rechten Hand sitzt, wohl behalten, mit dem Rücken zum Gebäude, ein kleines Schulmädchen mit schwarzen Haaren und Zöpfen, Schulranzen und einem grünen Kleid. Schuhe trägt sie jedoch keine. Sie könnten beim Aufstieg verloren gegangen sein. Der Gorilla schaut besorgt zu ihr herab. Seine linke Hand liegt oben auf der Attika des Hauses. Insgesamt sieht es so aus, als ob der Gorilla das Mädchen sicher wieder auf den Erdboden setzen will.
Als Grund für die Schaffung des Gorillas gab der Bauherr an, dass er etwas spezielles für den Stadtteil Taishido schaffen wollte. Das auf der Hand des Gorillas sitzende Mädchen, soll seiner Tochter nachempfundenen sein.
Im Erdgeschoss des Hauses ist ein FamilyMart untergebracht (Stand 2025).